# برقولنغ باجولي (سبيدار)
برقولنغ باجولي (بالفارسية: برقولنگ باجولی) هي قرية تقع في إيران في قسم سبیدار الريفي. يقدر عدد سكانها بـ 37 نسمة بحسب إحصاء 2016.